# Entrada dels gladiadors
| Entry of the Gladiators                                                       |
|                                                                               |
| "Entry of the Gladiators" performed by the United States Marine Band in 1999. |
|                                                                               |

Entrada dels Gladiadors op. 68 (en txecVjezd gladiátorů, o en alemany Einzug der Gladiatoren) és una marxa militar escrita el 1897 pel compositor txec Julius Fučík. Al principi la va titular Grande Marche Chromatique, en referència a l'ús d'escales cromàtiques per tota la peça, però va canviar el títol inspirat pel seu interès en la història de l'Imperi Romà.
El 1901, l'editor nord-americà Carl Fischer va publicar una versió d'aquesta marxa, arranjada per a banda de la mà del compositor canadenc Louis-Philippe Laurendeau, sota el títol Thunders and Blazes (llamps i trons). És a partir d'aquesta versió que la peça va esdevenir molt popular com a marxa de circ, sovint utilitzada per a introduir els pallassos. De fet, avui és coneguda principalment per aquesta associació, mentre que el títol i el compositor originals són relativament desconeguts. La versió de Laurendeau també estava adaptada per a orgue de fira.

## En la cultura popular
- El 1961 l'èxit de James Darren Goodbye Cruel World utilitza la melodia de la peça amb una flauta de bec.
- El 1971, Nino Rota va agafar la primera part de la marxa i la va arranjar per a la música del film de Federico Fellini I Clowns. L'associació d'aquesta música a la pel·lícula comporta l'error comú de creure que la marxa és una obra original de Rota.
- El 1972, Leon Russell cita el tema principal en la seva cançó Tight Rope[4]
- El 1973, Elton John toca l'obertura de la marxa a l'inici del seu solo en la cançó Your Sister Can't Twist (But She Can Rock 'n Roll), en el seu històric àlbum Goodbye Yellow Brick Road